# Valentim Malheiro

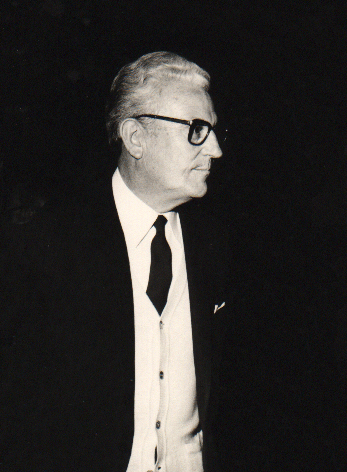

Valentim Francisco Malheiro (Porto, 18 de dezembro de 1917 - Porto, 11 de abril de 2008) foi um pintor português.
Frequentou a Escola de Artes Decorativas de Soares dos Reis no Porto, onde mais tarde viria a leccionar. Concluiu o curso superior de Pintura na Escola Superior de Belas Artes do Porto em meados da década de quarenta, o curso geral de Escultura na mesma instituição e o curso de cinzelador na Escola Industrial de Faria Guimarães no Porto.
Fez uma longa carreira docente no ensino secundário como professor do quinto grupo, tendo sido professor na Escola de Artes Decorativas de António Arroio em Lisboa, e em várias escolas do norte do país, designadamente na Póvoa de Varzim, em Vila Nova de Famalicão, em Guimarães e no Porto. Realizou o curso de Ciências Pedagógicas na Faculdade de Letras da Universidade de Coimbra em 1955 e terminou o seu percurso docente em 1986, na Escola Secundária Infante D. Henrique no Porto, onde exerceu funções directivas até abril de 1974.
O seu percurso cruzou-se com o de várias gerações de importantes artistas, tendo sido discípulo de Joaquim Lopes, Dórdio Gomes e Acácio Lino, amigo de Henrique Medina, colega de curso de Mendes da Silva, António Cruz e Júlio Resende, com quem colaborou, bem como professor de Domingos Pinho, Alberto Carneiro e Zulmiro de Carvalho, citando apenas os nomes mais proeminentes.
Começou a trabalhar muito cedo, sobressaindo desde logo pelas qualidades do seu desenho.
Realizou vários desenhos e ilustrações para livros, destacando-se, entre tantos outros, a colecção de aguadas sobre os Navios dos Descobrimentos para o Ministério da Marinha ou os trabalhos a grafite sobre os ranchos populares minhotos evocados nos poemas de Pedro Homem de Mello. Elaborou ilustrações para vários manuais escolares, tendo também sido co-autor de livros técnicos sobre o Desenho. Colaborou com o "O Primeiro de Janeiro", onde realizou predominantemente desenhos a tinta para publicação no jornal. Para além disso, trabalhou em gráficas, tipografias, litografias, estúdios de arquitectura enquanto desenhador e colaborou ainda em trabalhos de topografia na Câmara Municipal do Porto.
No campo da pintura, interessou-se por temáticas figurativas, dedicando-se sobretudo ao retrato, à paisagem e à natureza morta. Grande parte da sua obra foi realizada a óleo, mas revelou-se um aguarelista de grande mérito. Participou em várias exposições colectivas e expôs individualmente: em 1952, no Gabinete de Turismo da Póvoa de Varzim; em 1961, no Salão do Coliseu do Porto e em Vila Nova de Famalicão; em 1970 e 1974, no Salão do "O Primeiro de Janeiro"; em 1973, na Comissão Municipal de Turismo de Matosinhos; e em outubro de 1977 nas Galerias Diogo de Macedo / Casa-Museu Teixeira Lopes numa exposição conjunta com o escultor Manuel Teixeira Lopes.
Foi premiado pela Associação Comercial do Porto e pela Sociedade Nacional de Belas Artes e a sua obra encontra-se representada no espólio de vários coleccionadores privados e de algumas instituições Estatais e Autárquicas, para além de ser referida em bibliografia nacional e em enciclopédias internacionais sobre Pintura.
Realizou ainda mosaicos (como o painel da antiga Escola Industrial de Guimarães), relevos e vários trabalhos de escultura (como a estátua de Nossa Senhora da Igreja da Areosa no Porto).